# 삼겹살 거리

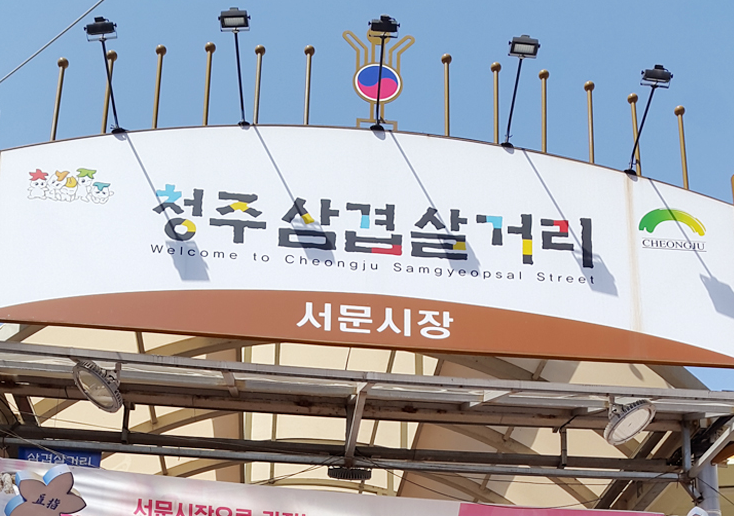
청주 삼겹살 거리 (서문시장 내)

삼겹살 거리는 충청북도 청주시에 조성되어 있는 전국에서 유일한 '삼겹살 거리(골목)'를 말한다. 청주시 상당구 서문동에 있는 '청주 서문시장' 내에 위치해 있으며 340m에 이른다. 2012년에 충청북도와 청주시의 지원하에 침체된 전통시장을 활성화하기 위해 삼겹살을 테마로 하여 특화된 거리를 만들었다. 2015년에는 서문풍물야시장도 함께 조성하였다. 출범 초기에는 7개 업체였으나 점차 증가하여 5개 업소가 추가되었고 다른 요식업체도 입점해 있다.
《세종실록지리지》와 《여지도서》에는 청주에서 돼지고기를 공물로 바쳤다는 기록이 있다. 일찍이 식육문화가 발달했다는 증거라 할 수 있으며, 이는 내륙지방이라는 지리적 영향 때문이었다. 또한 연탄불 석쇠위에 돼지고기를 소금구이나 '지렁물'이라는 간장 양념에 담갔다가 먹었다는 연구결과를 근거로 하여 '삼겹살 원조 도시'라는 홍보를 적극적으로 하며 '춘천 닭갈리 골목'을 벤치마킹하여 삼겹살 거리를 조성하였다. 아울러, 매년 돌아오는 '삼겹살 데이'에는 3일간 무료시식회와 더불어 많은 행사를 개최하고 있다.

## 거리 조성
충청북도 청주시에는 전국에서 유일한 '삼겹살 거리(골목)' 340m가 조성되어 있다. 위치는 청주시 상당구 남사로89번길 2(서문동)에 있는 '청주 서문시장' 내에 있다. 1964년에 개설된 서문시장은 청주 시외버스터미널이 맞은편에 있었기 때문에 크게 번영하였으나 1998년에 시외버스터미널이 외곽지역 이전, 도심공동화, 대형 할인마트 입점 등으로 재래시장 상권이 급격히 쇠락하였다. 침체된 전통시장을 활성화하기 위해 지역상인들이 추진위원회를 발족한후,  춘천 닭갈비 골목을 벤치마킹하며 2012년에 충청북도와 청주시의 지원하에 삼겹살을 테마로 하여 특화된 거리를 만들었다.
처음에는 시장 건물주 30여명 정도가 점포리모델링 비용 때문에 참여를 반대했다. 그러나 시간이 지나면서 하나둘 개조하는 점포가 늘어 2012년에 7개의 삼겹살 전문점으로 운영을 시작했다. 이후 5개 업소가 추가로 참여했고 대형 요식업체인 선프라자도 들어와 있다. 청주시도 측면 지원에 나섰는데, 우선 청주가 삼겹살의 고장임을 뒷받침하기 위해 ‘청주삼겹살 스토리텔링’ 공모전을 벌이고 코레일의 ‘KTX 청주 시티투어’ 참가자 등 외지 관광객들에게 청주삼겹살을 적극 홍보하고 있다.

## 관련 행사
매년 3월 3일이 되면 삼겹살 축제를 진행하고 있다. 3월 1일부터 3일간 진행되는 축제에는 인근 양돈농가의 후원하에 할인된 가격에 돼지고기를 판매하고 평소와 달리 저렴한 가격으로 삼겹살 등을 즐길수 있으며, 삼겹살 무료 시식회도 진행한다. 또한 주말에는 다양한 푸드트럭을 운영하고 아울러 서문 풍물야시장을 개최하여 서문시장의 역사적 정체성을 확립하고, 청주의 새로운 관광명소로 조성하기 위해 노력하고 있다. 삼겹살 거리 곳곳에는 다양한 돼지 모양의 캐릭터 포토존도 설치되어 있다. 또한 삼겹살거리 상인들은 매달 3일을 ‘청주 삼겹살데이’(삼소데이)로 정해 삼겹살을 평소보다 저렴하게 판매하고 있다.

## 청주 유래설
청주시는 청주가 '삼겹살 원조 도시'라고 주장하며, 달인 간장 소스와 파절이를 내놓는 삼겹살을 ‘청주삼겹살’이라고 이름 붙인 후 이를 지역 대표음식으로 육성 중이다. 이를 위해 달인 간장 소스와 각종 양념으로 파절이를 만드는 표준 레시피를 정립해 대중화하며 적극 홍보에 나서고 있다. 충북지역 방언으로 간장을 '지렁물'이라 하는데, 이 지렁물을 달여서 만든 소스는 삼겹살을 불판에 올리기 전에 잠시 담가 놓는 용도로 사용한다.
이는 양돈기술이 낙후되었던 과거에 품질 낮은 사료로 키운 돼지에서 나는 잡내나 거세되지 않은 숫돼지를 식용으로 사용하면서 발생하는 웅취(雄臭)를 없애고 더불어 육질을 부드럽게 하기 위한 비법이었다. 이런 방법들은 국내에서 유일하게 바다를 접하지 않은 내륙에 위치한 충청북도의 지리적 특성상 해산물보다는 육류를 통해 동물성 단백질을 섭취하는 식문화 때문에 발달했던 것이다. 아울러 정립된 표준 레시피는 1960~1970년대 청주에서 시작된 삼겹살 조리법을 그대로 따른 것이라고 청주시는 설명하고 있다.
삼겹살 원조 도시라는 주장은 2021년에 진행한 ‘청주 삼겹살 활성화 연구 용역’ 결과를 토대로 하고 있다. 연구에 의하면 조선 영조 때 전국의 읍지를 모아 엮은 지리지 《여지도서》를 보면, 해마다 청주에서 돼지를 제수용 공물로 바쳤고, 이 고기는 조정이 주관하는 춘추제례에 제수용으로 배정됐다는 기록이 있다고 한다. 그 만큼 청주 근방에서 돼지를 많이 사육했다는 사실을 알 수 있다.
이런 환경하에 자연스럽게 청주에서는 돼지고기를 많이 먹게 되었고 삼겹살에 소금을 뿌려 먹는 시오야끼(しおやき, 소금구이)도 청주에서 시작돼 전국으로 퍼져나갔다. 1960년대에 청주에서 유행했던 시오야끼(소금구이)는 1970년대 들어서 달인 간장소스에 담가먹는 방식으로 바뀌었고, 각종 양념에 파채를 버무린 파절이도 곁들여 먹게되었으며 불판도 무쇠불판으로 바뀌었다. 청주 지역에는 아직도 예전 방식을 고집하는 업소가 남아있는 점 등이 청주가 '삼겹살 원조 도시'라는 청주지역민들의 주장을 뒷받침하고 있다.

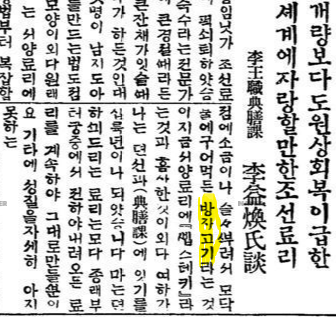
동아일보 1923년 1월2일 기사

시오야끼(しおやき) 때문에 삼겹살의 기원이 일본이라고 오해할 수 있으나 그렇치 않다. 시오야끼(しおやき)를 직역하면 '소금구이'지만, 일본에서 시오야끼(しおやき)란 육류가 아니라 생선 조리법이었으며, 정작 일본에서는 시오야끼(しおやき)라는 말을 잘 쓰지 않는다. 다만, 한국에 '소금구이'라는 말이 없었고 소금구이를 대신하여 사용하던 '방자구이'란 말이 널리 알려지지 않은 상태에서 일제강점기의 영향으로 자연스럽게 외래어인 시오야끼(しおやき)라는 말을 사용했던 것 뿐이다. 이는 호텔(Hotel), 택시(Taxi), 텔레비전(Television) 등의 외래어와 비슷한 경우에 해당한다.
표준국어대사전에도 등록되어 있는 '방자고기'란, '씻지도 않고 다른 양념 없이 소금만 뿌려 구운 고기'라 되어 있다. 이 '방자구이'가 '삼겹살 로스구이'의 원조나 기원이라 할 수 있겠다. 이런 '방자고기' 와 '방자구이'는 고려시대 송나라 사신 서긍이 쓴 《고려도경》에도 기록되어 있다.
또한 일본은 675년에 불교의 영향으로 내려진 육식 금지령이 메이지 유신 이후인 1872년이 되어서야 해제되었지만, 한반도는 몽고 침략으로 13세기에 이미 육식 문화가 부활했던 점으로 볼 때, 육식문화 자체나 '삼겹살 구이'를 일본이 원조라 한다는 것은 수용하기 힘든 일이다. 다만, 조선시대에는 돼지고기를 기피하고 쇠고기를 선호했으므로 '방자구이'의 대상이 주로 쇠고기였다는 점이 다를 뿐이다. 1931년에 출판된 방신영(方信榮, 1890~1977)의 요리책 《조선요리제법》에도 '방자구이'에 대해 언급 되어 있으며, 1923년 1월 2일자 동아일보에도 방자고기에 대한 언급이 있는 등 여러 문헌에 지속적으로 등장한다. 결국 시오야끼(しおやき)는 1970년대 내려진 행정조치로 인해 무분별하게 사용되던 것이 일상에서 사라지게 되었다.

## 같이 보기
- 삼겹살 (부위)
- 삼겹살구이
- 삼겹살 데이
- 오겹살 구이
- 한국 요리
- 돼지고기
- 돼지